# 道場南口站
道場南口站（日语：／ Dōjō-Minamiguchi eki */?）是一個位於日本兵庫縣神戶市北區道場町日下部，屬於神戶電鐵的鐵路車站。車站編號為KB25。海拔169公尺。

## 車站構造
島式月台1面2線的地面車站。

### 月台配置
| 月台 | 路線   | 方向 | 目的地                                 |
| ---- | ------ | ---- | -------------------------------------- |
| 1    | 三田線 | 下行 | 橫山、三田方向                         |
| 2    | 三田線 | 上行 | 有馬口、谷上、鈴蘭台、湊川、新開地方向 |
| 2    | 三田線 | 下行 | 橫山、三田方向                         |

## 相鄰車站
神戶電鐵
 三田線
■特快速（只限往新開地運行）、■急行、■準急、■普通
二郎（KB24）－道場南口（KB25）－神鐵道場（KB26）

## 外部連結
- 道場南口 - 神戶電鐵